# Gilberto dos Santos
Gilberto dos Santos (arabe : جيلبرتو دوس سانتوس), né le 27 août 1975 à Curitiba dans l'état du Paraná au Brésil, est un joueur de football international libanais d'origine brésilienne, qui évoluait au poste d'attaquant.

## Biographie

### Carrière en club
Gilberto dos Santos joue au Liban et à Malte.

### Carrière en sélection
Gilberto dos Santos joue 10 matchs en équipe du Liban entre 2000 et 2001, inscrivant six buts.
Il participe avec l'équipe du Liban à la Coupe d'Asie des nations 2000 organisée dans son pays d'adoption. Lors de cette compétition, il joue trois matchs.
Il participe également aux éliminatoires du mondial 2002. Il inscrit trois buts lors de ces éliminatoires.

## Palmarès
Nejmeh
| - Championnat du Liban (2) : - Champion : 2003-04 et 2004-05. - Vice-champion : 2002-03 et 2005-06. - Coupe du Liban : - Finaliste : 2002-03 et 2003-04. |  | - Supercoupe du Liban (3) : - Vainqueur : 2002, 2004 et 2008. - Coupe de l'AFC : - Finaliste : 2005. |